# Hyphessobrycon cantoi
Hyphessobrycon cantoi ist eine kleine Fischart aus der Salmlerfamilie Acestrorhamphidae, die im Nordosten Brasiliens im Einzugsbereich des unteren Rio Tapajós vorkommt.

## Merkmale
Hyphessobrycon cantoi ist äußerlich kaum vom Dreibandsalmler (Hyphessobrycon heterorhabdus) zu unterscheiden. Eine genetische Distanz von 9,6 % im Cytochrom-c-Oxidase-I-Gen zeigt jedoch die Eigenständigkeit der kryptischen Art. Sie erreicht eine maximale Standardlänge von 3,2 Zentimetern und hat einen seitlich abgeflachten, langgestreckten Körper. Die Grundfärbung der Fische ist hell beige mit einem olivgrünen Einschlag. Der untere Bereich von Kopf und Rumpf ist silbrig. Die obere Hälfte des Auges ist rot. Auf den Flanken verläuft ein dreifarbiger Längsstreifen, der unmittelbar hinter dem Kiemendeckel beginnt und am Ansatz der Schwanzflosse endet. Der Längsstreifen setzt sich aus einem schmalen roten oberen Streifen, einem schmalen gold irisierenden Mittelstreifen und einem etwas breiteren dunklen unteren Streifen zusammen. Der rote und der goldene Längsstreifen ist nur vorne durchgehend und gehen ab der Körpermitte in eine rote bzw. goldene Fleckenreihe über. Der schwarze Längsstreifen ist vorne verbreitert. Vor und unterhalb dieser Verbreiterung ist die Färbung leicht grünlich. Die Flossen sind transparent. Die paarigen Flossen zeigen einige dunkle Pünktchen.
- Flossenformel: Dorsale ii/8-10, Anale iv/17-20, Pectorale i/9-12, Ventrale i/6-7.
- Schuppenformel: mLR 31-36.

## Lebensraum und Lebensweise
Hyphessobrycon cantoi lebt in langsam fließenden Flüssen und Bächen mit klarem Wasser. Es wurden kleine Schwärme mit bis zu 25 Individuen beobachtet, die sich meistens unterhalb der Blätter von Seerosen (Nymphaea) oder Seekannen (Nymphoides) aufhalten. Beifische sind Copella callolepis, der Fleckenschwanzsalmler (Crenuchus spilurus) und der Zwergziersalmler (Nannostomus marginatus). Die Gewässer sind mit Temperaturen von 26,5 bis 27,5 °C relativ warm und mit einem pH-Wert von 4,3 bis 5,2 relativ sauer. Magenuntersuchungen zufolge ernährt sich Hyphessobrycon cantoi von Ameisen, Käfern, den Larven von Zweiflüglern und Köcherfliegen und anderen kleinen Gliederfüßern.